# Ambush (gruppo musicale)
Gli Ambush sono un gruppo musicale heavy metal svedese, formatosi a Växjö nel 2013.

## Membri della band
- Oskar Jacobsson - voce
- Adam Ace Hagelin - chitarra
- Olof Engqvist - chitarra
- Ludwig Sjöholm - basso
- Linus Fritzson - batteria

## Discografia

### Album in studio
- 2014 - Natural Born Killers
- 2014 - Firestorm
- 2015 - Desecrator

### Demo
- 2013 - Demokassett

### Singoli
- 2014 - Natural Born Killers
- 2019 - Hellbiter
- 2022 - Barabbas
- 2023 - Heavy Metal Thunder Sessions #1 (singolo split con gli Stallion)